# Ladzany
Ladzany jsou obec na Slovensku v okrese Krupina. Žije zde 254 obyvatel.
Nejvýznamnější památkou je původně románský evangelický kostel z první poloviny 13. století postavený na místě staršího hradiště. Na podzim roku 2006 byla v obci díky dotaci ze Strukturálních fondů Evropské unie vystavěna nová obecní cesta. V listopadu 2006 byla v obci postavena nová kamenodřevěná autobusová zastávka.

## Dějiny
V místní evangelické lidové škole působil v roce 1838 Andrej Braxatoris-Sládkovič jako pomocný učitel. Na místě původní budovy postavili v roce 1934 novou školu, dnes je v těchto prostorách mateřská škola.
Před první světovou válkou dal majitel místního velkostatku Alfréd Westfried vybudovat úzkokolejnou drážku na přepravu dřeva z Ladzan do Hontianskych Tesárov (v délce cca 8 km). Za války byla trať dále prodloužena severním směrem do obce Klastava. Po válce rozšiřování sítě pokračovalo přes lokalitu Dobrá voda až pod Sitno, na lokalitu Záholík. Celkově tak trať dosáhla délky až 36 kilometrů. V roce 1948 byla trať zestátněna, ale už roku 1952 byl na ní provoz ukončen.